# Iglesia de San Roque (Lisboa)
La Iglesia de San Roque (Igreja de São Roque en portugués)  es una iglesia católica en Lisboa, Portugal. Fue la primera iglesia de los jesuitas en el mundo portugués, y una de las primeras iglesias de los jesuitas en todo el mundo. El edificio sirvió como iglesia de la Compañía en Portugal durante más de 200 años, antes de que los jesuitas fueran expulsados de ese país. Tras el terremoto de Lisboa de 1755, la iglesia y su residencia auxiliar fueron cedidas a la Santa Casa de la Misericordia de Lisboa para sustituir su iglesia y su sede, que habían quedado destruidas. Hoy en día sigue formando parte de la Santa Casa de la Misericordia, uno de sus muchos edificios patrimoniales.
La Iglesia de San Roque fue uno de los pocos edificios de Lisboa que sobrevivieron relativamente indemnes al terremoto. Cuando se construyó, en el siglo XVI, fue la primera iglesia de los jesuitas diseñada en estilo "auditorio-iglesia" específicamente para la predicación. Contiene varias capillas, la mayoría de ellas de estilo barroco de principios del siglo XVII. La capilla más notable es la Capilla de San Juan Bautista (siglo XVIII), un proyecto de Nicola Salvi y Luigi Vanvitelli construido en Roma con muchas piedras preciosas y desmontado, enviado y reconstruido en San Roque; en su momento fue, según se dice, la capilla más costoso de Europa.

## Historia

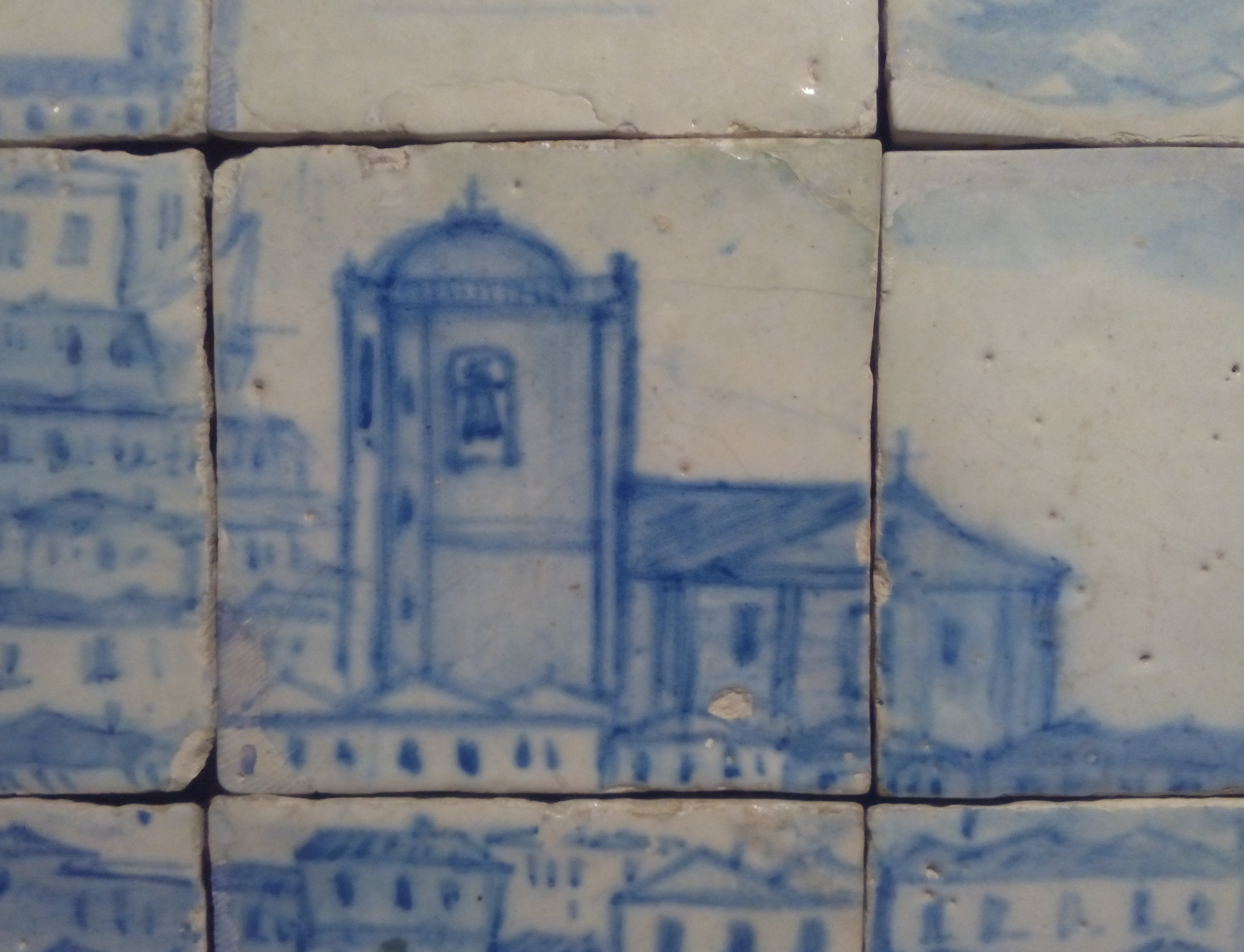
La Iglesia de San Roque en un panel de azulejos de principios del.

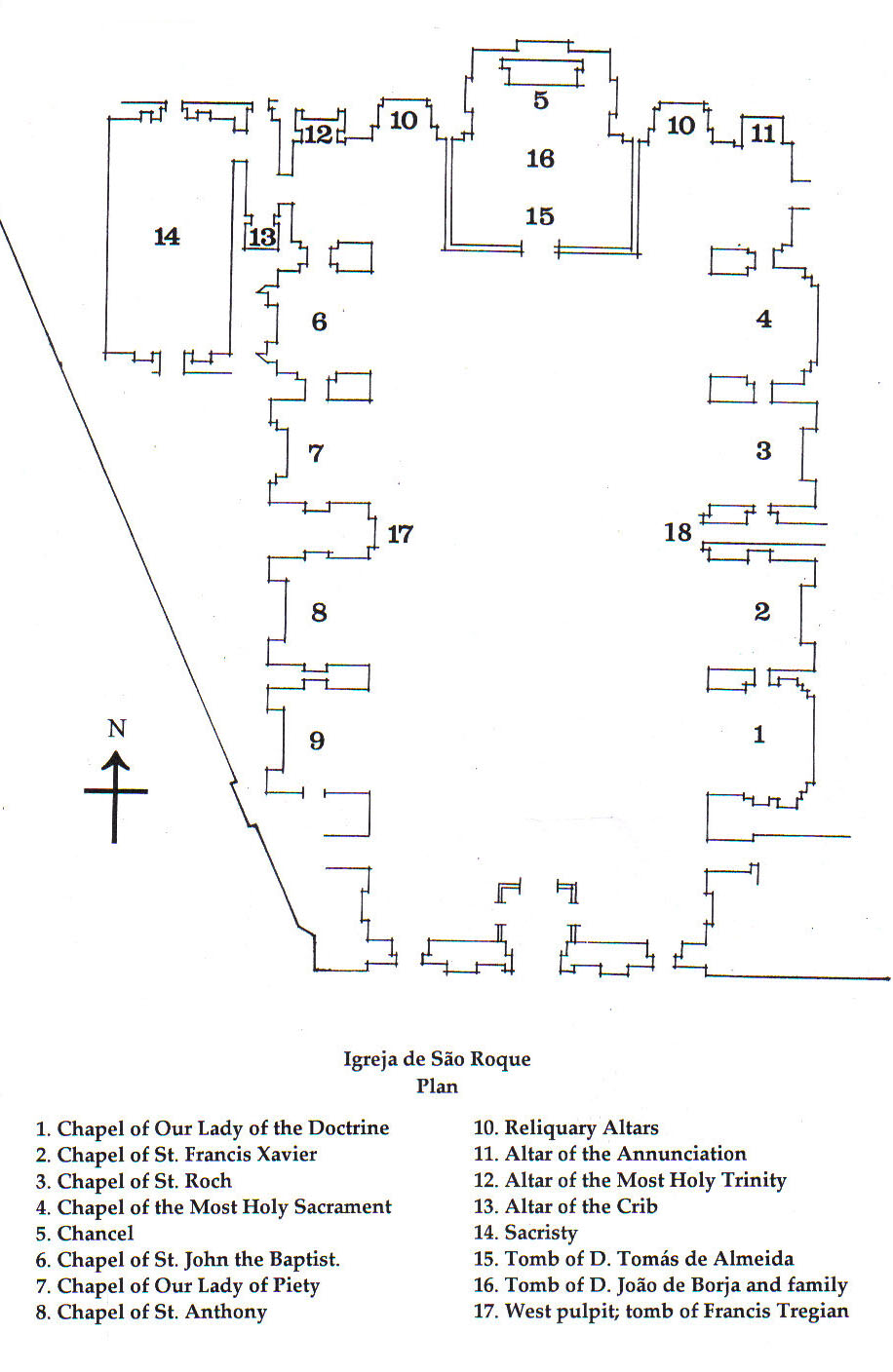
Iglesia de San Roque: Plano

En 1505 Lisboa estaba siendo asolada por la peste, que había llegado en barco desde Italia. El rey y la corte se vieron incluso obligados a huir de Lisboa durante un tiempo. El emplazamiento de San Roque, fuera de las murallas de la ciudad (ahora zona conocida como Bairro Alto), se convirtió en un cementerio para las víctimas de la peste. Al mismo tiempo, el rey de Portugal, Manuel I (que reinó entre 1495 y 1521), solicitó a Venecia una reliquia de San Roque, patrón de los apestados, cuyo cuerpo había sido trasladado a esa ciudad en 1485. La reliquia fue enviada por el gobierno veneciano, y fue llevada en procesión hasta el cementerio de la peste.
Los habitantes de Lisboa decidieron entonces erigir un santuario en el sitio para albergar la reliquia; el santuario se inició el 24 de marzo de 1506 y se dedicó el 25 de febrero de 1515. Este primer santuario estaba orientado de oeste a este, en la tradición medieval. El 24 de mayo de 1527, el obispo Ambrósio dedicó formalmente un "patio de la peste" para enterrar a las víctimas de la peste. Al mismo tiempo, se creó una Hermandad de San Roque para supervisar y cuidar el santuario. Compuesta por personas de todas las clases, la Hermandad sigue existiendo hoy en día, y mantiene la Capilla de San Roque en la iglesia actual.
En 1540, después de la fundación de la Compañía de Jesús en la década de 1530, el rey Juan III (1521-1557) de Portugal los invitó a venir a Lisboa y los primeros jesuitas llegaron ese mismo año. Primero se instalaron en el Hospital de Todos los Santos, ahora destruido, en el lado este de la Plaza Rossio y luego en el Colegio de San Antonio (donde ahora se encuentra el Hospital de San José). Sin embargo, pronto comenzaron a buscar una ubicación más grande y permanente para su iglesia principal y seleccionaron el Santuario de San Roque como su sitio favorito. Tras prolongadas negociaciones, Juan III organizó la cesión del santuario a los jesuitas. El acuerdo con la Hermandad, sin embargo, incluía la creación de una capilla para San Roque en el nuevo edificio, y el mantenimiento de San Roque como patrón de la nueva iglesia. La Compañía de Jesús tomó posesión del santuario el 1 de octubre de 1553 en una ceremonia en la que el P. Francisco de Borja, SJ (San Francisco de Borja, 1510-1572) predicó el sermón.
El pequeño santuario era inadecuado para los jesuitas y se empezó a planificar inmediatamente un nuevo edificio para la iglesia. El rey quería un nuevo edificio monumental de tres naves, pero la Compañía se inclinó por un plan más acorde con los principios enunciados por el Concilio de Trento, haciendo hincapié en la sencillez y la funcionalidad. La primera piedra se colocó en 1555, pero el edificio fue rediseñado y ampliado (su versión actual) en 1565. El arquitecto real, Afonso Álvares (1557-1575), parece que supervisó las obras desde 1566 hasta 1575, hasta el nivel de la cornisa interior. La obra fue continuada después por su sobrino, Baltasar Álvares (fl. 1570-1624), también arquitecto real. El edificio fue completado por Filipe Térzi (Filippo Terzi, 1520-1597), arquitecto real del rey Felipe II de España (= Felipe I de Portugal, 1580-1598); Térzi realizó modificaciones en la fachada exterior, el techo y la cubierta, y los acabados interiores.
Mientras que el santuario anterior se había orientado de oeste a este, según la tradición medieval, la nueva iglesia se orientó de sur a norte, a través del edificio más antiguo. La planta de la iglesia es sencilla y espaciosa: una amplia nave única, un ábside cuadrado poco profundo, prácticamente sin crucero, y púlpitos elevados entre galerías empotradas sobre capillas laterales. Este estilo, la "iglesia-auditorio" ideal para la predicación, se conoció popularmente como "estilo jesuita" y fue ampliamente copiado por la orden en todo Portugal y en las ciudades coloniales portuguesas de Brasil y Extremo Oriente. El exterior sencillo y sobrio de la iglesia, característico del "estilo chão" portugués, contrasta con el interior barroco, muy decorado, con azulejos, maderas doradas, estatuas multicolores y pinturas al óleo.
En 1759 los jesuitas - implicados en una revuelta de la nobleza contra el rey José I y su primer ministro, el marqués de Pombal (1699-1782) - fueron expulsados del territorio portugués por Pombal y la Iglesia de San Roque fue confiscada junto con los edificios y residencias anexas. Nueve años más tarde, mediante una Carta Real del 8 de febrero de 1768, la propiedad fue cedida a la Santa Casa de la Misericordia de Lisboa, cuya iglesia original y edificios administrativos fueron destruidos por el terremoto de 1755 .
La Santa Casa de la Misericordia sigue siendo la propietaria y administradora del lugar. La iglesia sigue funcionando, y parte de la residencia de los jesuitas se convirtió en un museo (el Museu de São Roque) a finales del siglo XIX. Otras partes del complejo, y los edificios posteriores construidos junto a él, siguen funcionando como sede de la Santa Casa para la ciudad.

## Decoración general

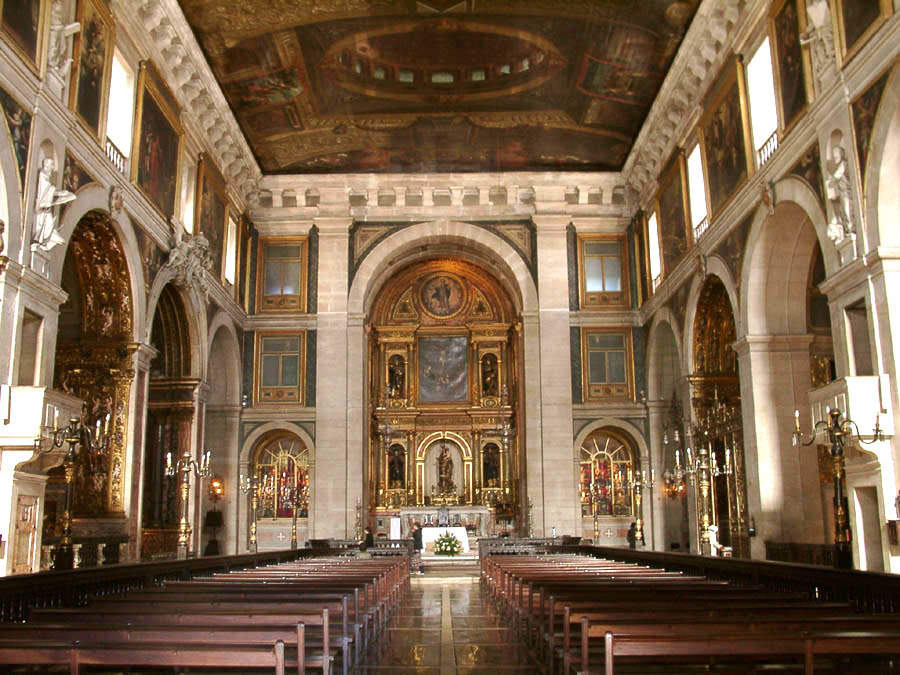
Interior de la Iglesia, mirando hacia el altar mayor

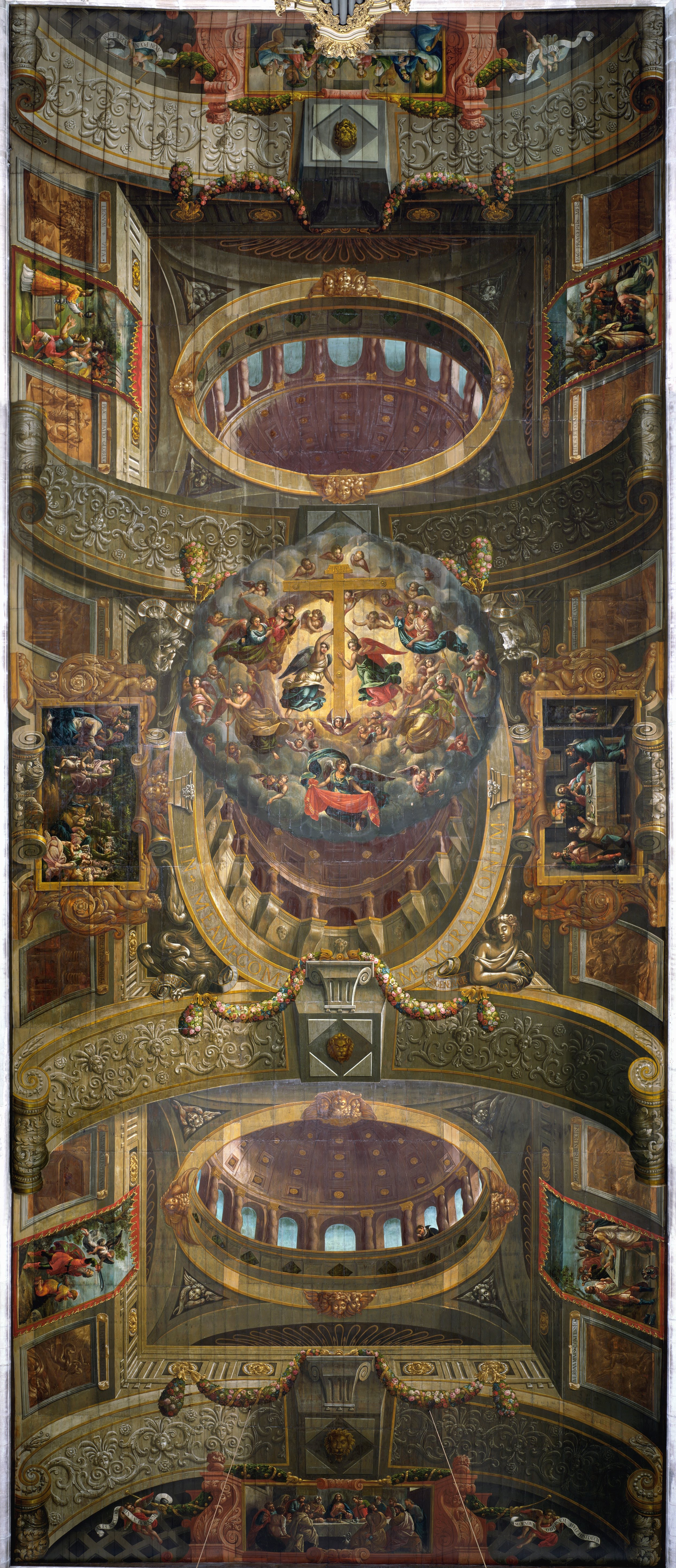
El techo manierista trampantojo

La decoración de la Iglesia de San Roque es el resultado de varias fases de actividad a lo largo de los siglos XVII y XVIII, reflejando los ideales de la Compañía de Jesús o, como en el caso de las capillas, de las respectivas hermandades o cofradías. Nació de la Reforma católica y refleja los esfuerzos de la Iglesia por captar la atención de los fieles. Las fases decorativas generales son manierista (capillas de San Francisco Javier, de la Sagrada Familia y del presbiterio); barroco temprano (capilla del Santísimo); barroco tardío (capillas de Nuestra Señora de la Doctrina y de Nuestra Señora de la Piedad); y barroco romano de la década de 1740 (capilla de San Juan Bautista). Las renovaciones del siglo XIX incluyen la construcción de la galería del coro sobre la puerta principal donde se instaló el órgano de tubos; la remodelación de la pantalla de la Capilla del Santísimo Sacramento y la erección de las barandillas de hierro dorado; también la sustitución de las puertas de entrada.
Varias partes de la iglesia (por ejemplo, las paredes debajo de la galería del coro y en el crucero) están decoradas con baldosas en forma de “punta de diamante” del barrio de Triana de Sevilla y datadas por tradición en 1596. En otros lugares, la decoración de azulejos incluye elementos botánicos, volutas, putti, símbolos de la Pasión y el monograma de la Compañía de Jesús (“IHS”). En los nichos sobre los dos púlpitos hay estatuas de mármol blanco de los cuatro evangelistas. Alrededor del piso superior de la nave hay un ciclo de pintura al óleo que representa la vida de Ignacio de Loyola (ca. 1491-1556), fundador de la Compañía de Jesús, atribuido a Domingos da Cunha, el Cabrinha, un pintor jesuita de principios del siglo XVII.
El techo pintado de la nave es un trampantojo  diseñado para dar la ilusión de una bóveda de cañón sostenida por cuatro grandes arcos cubiertos de volutas y otros elementos decorativos. Entre los arcos hay balcones cuadrados pintados y "encima" de estos balcones hay tres enormes cúpulas que se elevan sobre anillos de arcos abiertos y columnas. La mayor parte fue pintada entre 1584 y 1586 por Francisco Venegas (fl. 1578-1590), pintor real del rey Felipe II. Los jesuitas añadieron el gran medallón central (La Glorificación de la Cruz), así como 8 grandes pinturas y 12 paneles monocromos que representan acontecimientos bíblicos. El techo cerca de la parte delantera de la iglesia fue dañado en el terremoto de 1755 y fue reconstruido y repintado. En 2001 se restauró todo el techo y se limpió o reparó la pintura.
El órgano barroco (con 1694 tubos) en la galería del coro sobre la puerta principal fue construido en 1784 por António Xavier Machado e Cerveira e instalado en la iglesia del monasterio de São Pedro de Alcântara . En la década de 1840 se trasladó a San Roque donde se instaló en el crucero este, oscureciendo por completo el Altar de la Anunciación; fue trasladado a la galería del coro en la década de 1890. Se ha reconstruido sustancialmente varias veces.

## Presbiterio, capillas y altares
La iglesia está formada por el coro, ocho capillas laterales principales en la iglesia, así como otros cinco altares en los transeptos.

### Coro y presbiterio

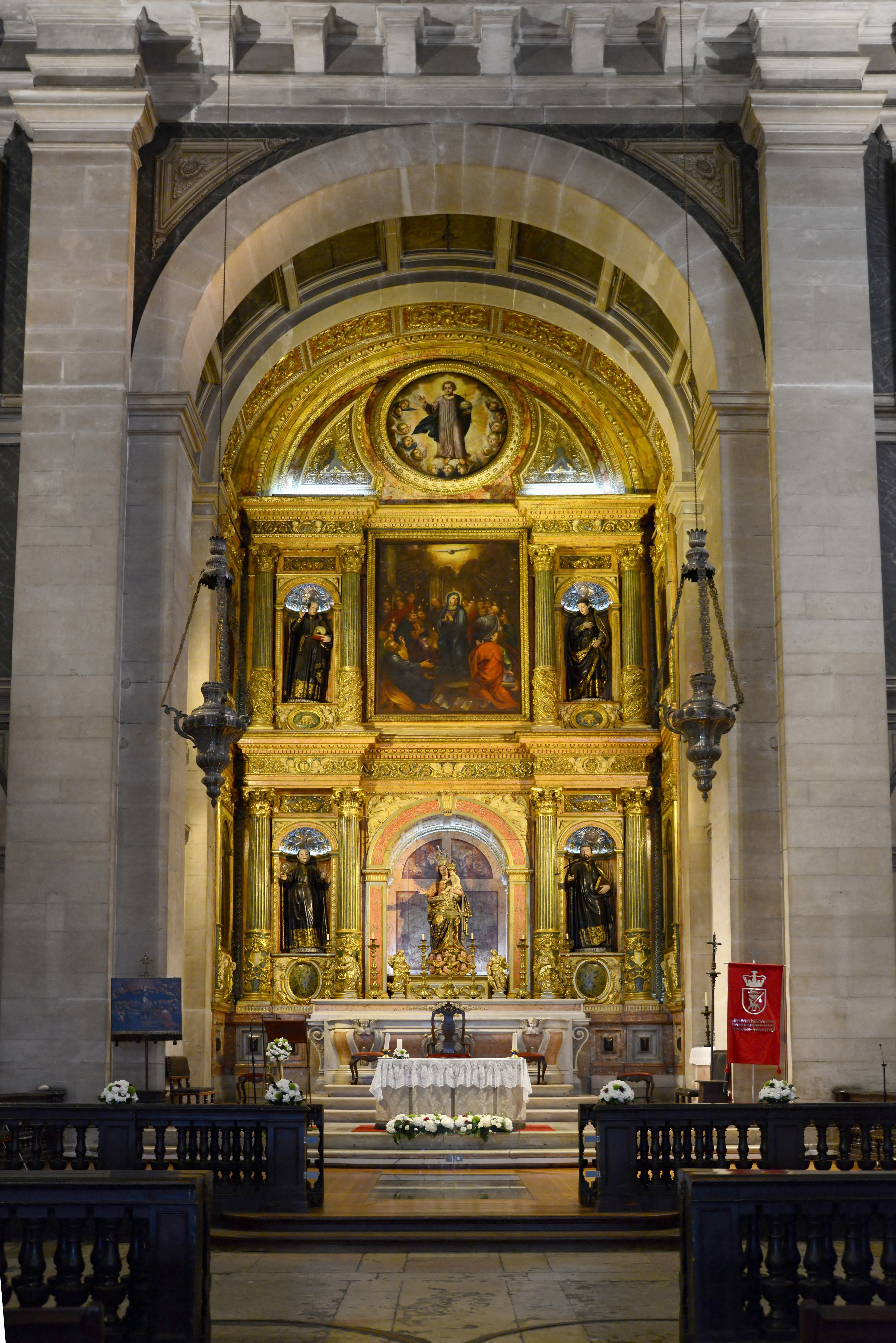
Coro y presbiterio

Los trabajos de talla, dorado y tapizado del presbiterio fueron encargados, en momentos concretos, por tres miembros de la Compañía de Jesús. La talla inicial tardó tres años (de 1625 a 1628) en completarse. Le siguieron el dorado y el tapizado de las tallas; y luego el trabajo en la zona del trono. El diseño del retablo se atribuye a Teodósio de Frías y la talla al maestro Jerónimo Correia.
La composición del retablo, de largas proporciones y austeridad decorativa, incluye conjuntos de columnas corintias pareadas montadas en dos niveles. El tercio inferior de cada columna está decorado con guirnaldas de acanto, volutas y objetos colgantes. El pináculo semicircular incorpora una pintura en el redondel, al temple sobre madera, que representa a Cristo, Salvador del Mundo. El retablo es uno de los más importantes de la tradición jesuita: el fundador de la Compañía y sus mayores santos - Ignacio de Loyola, Francisco Javier, Luis Gonzaga y Francisco de Borja - están representados en los cuatro nichos por estatuas, encargadas en 1630, que recientemente se han atribuido al escultor portugués Manuel Pereira (1604-1667). El nicho central de la parte inferior del retablo alberga una estatua del siglo XVII de la Virgen con el Niño en madera tapizada. Delante se encuentran las estatuas de madera plateada de los cuatro evangelistas. En el nivel superior hay una hornacina para la exposición del Santísimo Sacramento - el "trono" (una invención portuguesa característica) suele estar cubierto por una gran pintura al óleo de una escena del Nuevo Testamento que cambia según la estación religiosa. La práctica de cambiar la escenografía del Altar Mayor fue una innovación jesuita. El trono de San Roque (normalmente no visible para el público) fue uno de los primeros permanentes que se crearon en Portugal. Tiene seis columnas corintias y cuatro arcos, elementos geométricos redondos y dos grandes paneles laterales tallados y dorados con árboles simbólicos en relieve. El conjunto forma una especie de pirámide en varios niveles.
Las paredes laterales que sostienen la bóveda sobre el altar están decoradas (hacia el frente) con cuatro nichos que contienen estatuas, dos a cada lado: San Gregorio Taumaturgo (el Taumaturgo) y Nuestra Señora de la Concepción, y Santa Brígida y Ecce Homo ( o "Nuestro Señor del Bastón Verde"). Hacia la parte posterior, a lo largo de estas paredes laterales, hay cuatro pinturas que representan a San Estanislao Kostka, San Pablo Miki, San Juan Mártir y San Diogo Mártir. Los tres últimos son santos jesuitas martirizados en Nagasaki, Japón, en 1597. Ver Caetano, Pintura, núms. 112-115 (vol. 1: 117-120). El artista atribuido es Domingos da Cunha, el Cabrinha . Los tres mártires son probablemente San Pablo Miki, San Juan Soan de Goto y San Diogo (o James) Kisai (o Kizayemon), hermanos jesuitas o "coadjutores temporales" en Japón.
En el centro de la plataforma frente al presbiterio se encuentra la tumba del primer Patriarca de Lisboa, D. Tomás de Almeida, que nació en Lisboa en 1670 y murió allí en 1754. La tumba consta de una caja de plomo cubierta con una lápida de mármol gris con incrustaciones de cobre, una inscripción y el escudo de armas de Almeida coronado por la tiara del patriarca.
El derecho a ser enterrado en una tumba construida bajo el Altar Mayor, como lo atestigua una inscripción en piedra, fue cedido a D. João de Borja y su familia. D. João de Borja, fallecido el 3 de septiembre de 1606 en el Escorial en España, jugó un papel importante en la historia de la Iglesia de San Roque al crear una colección de relicarios que finalmente entregó a la iglesia, algunos de los cuales se exhiben en los Altares Relicarios.

### Capillas

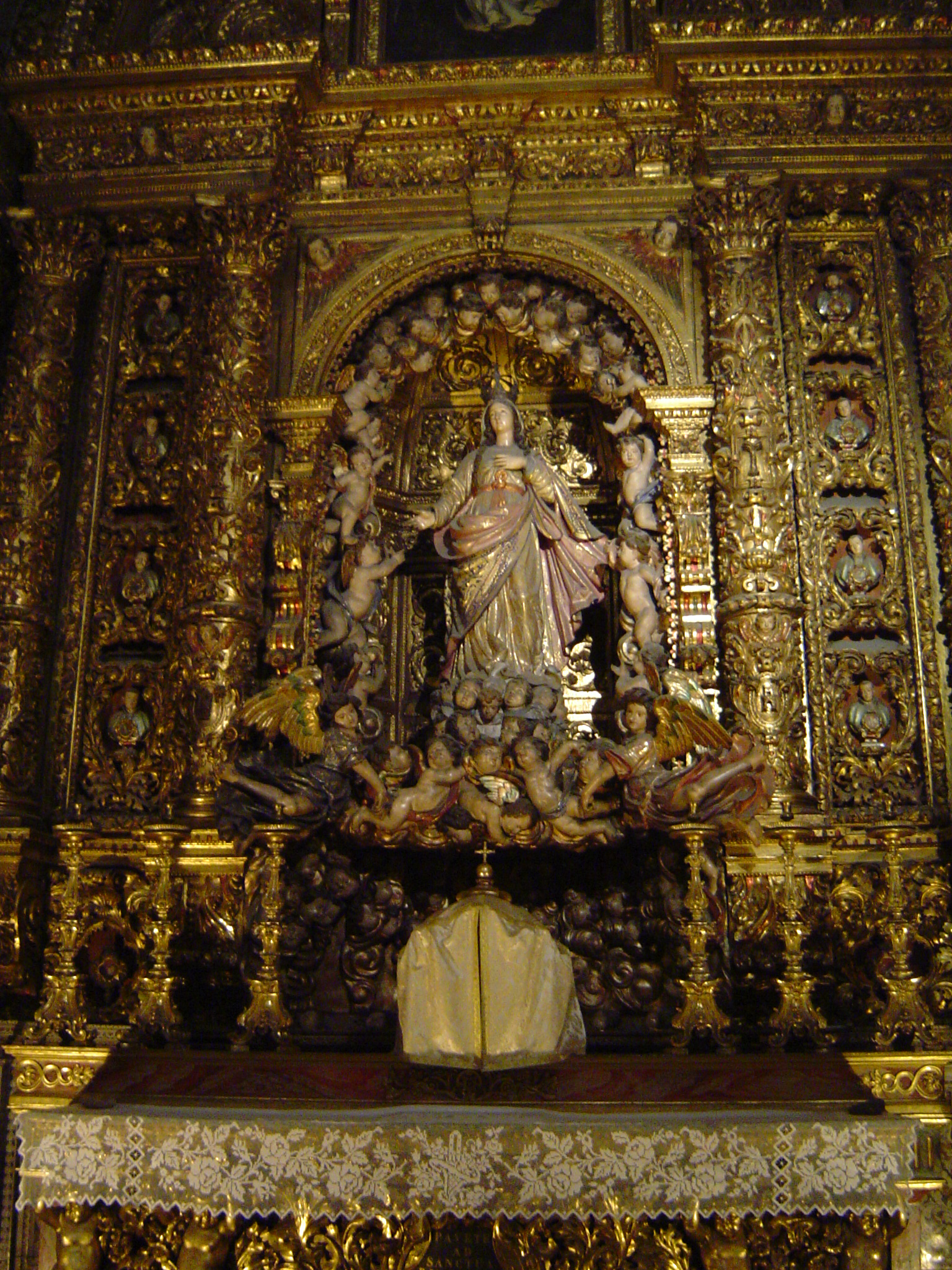
Capilla del Santísimo Sacramento

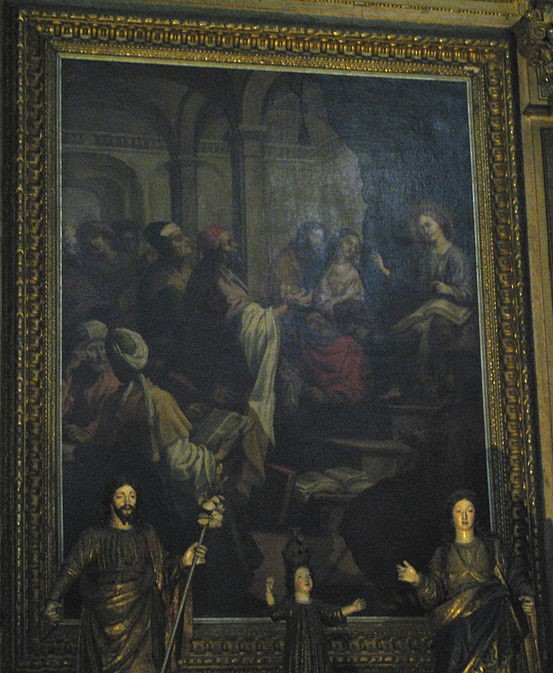
Capilla de la Sagrada Familia

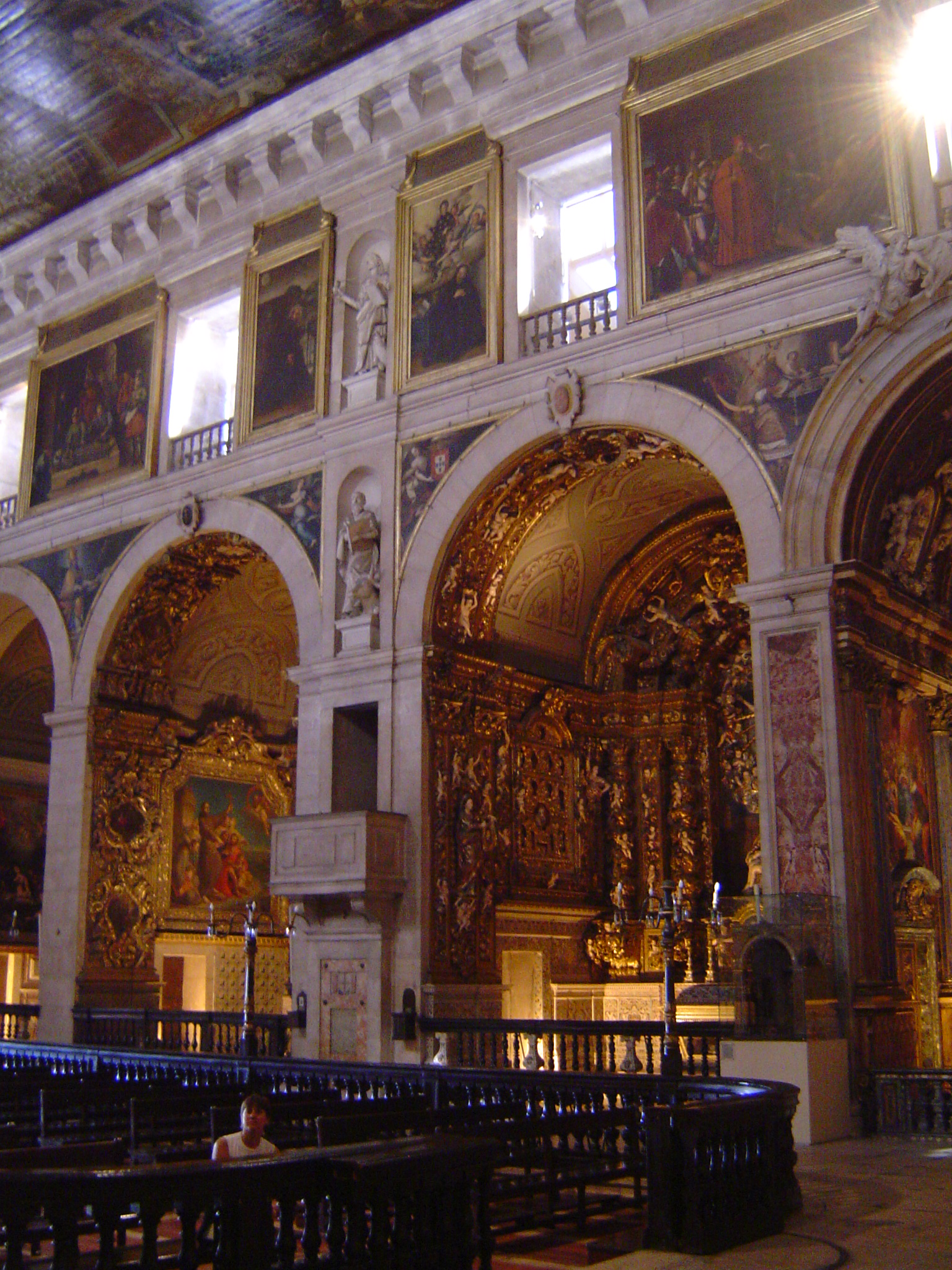
Capilla de San Antonio, Tumba de Francis Tregian y Capilla de Nuestra Señora de la Piedad

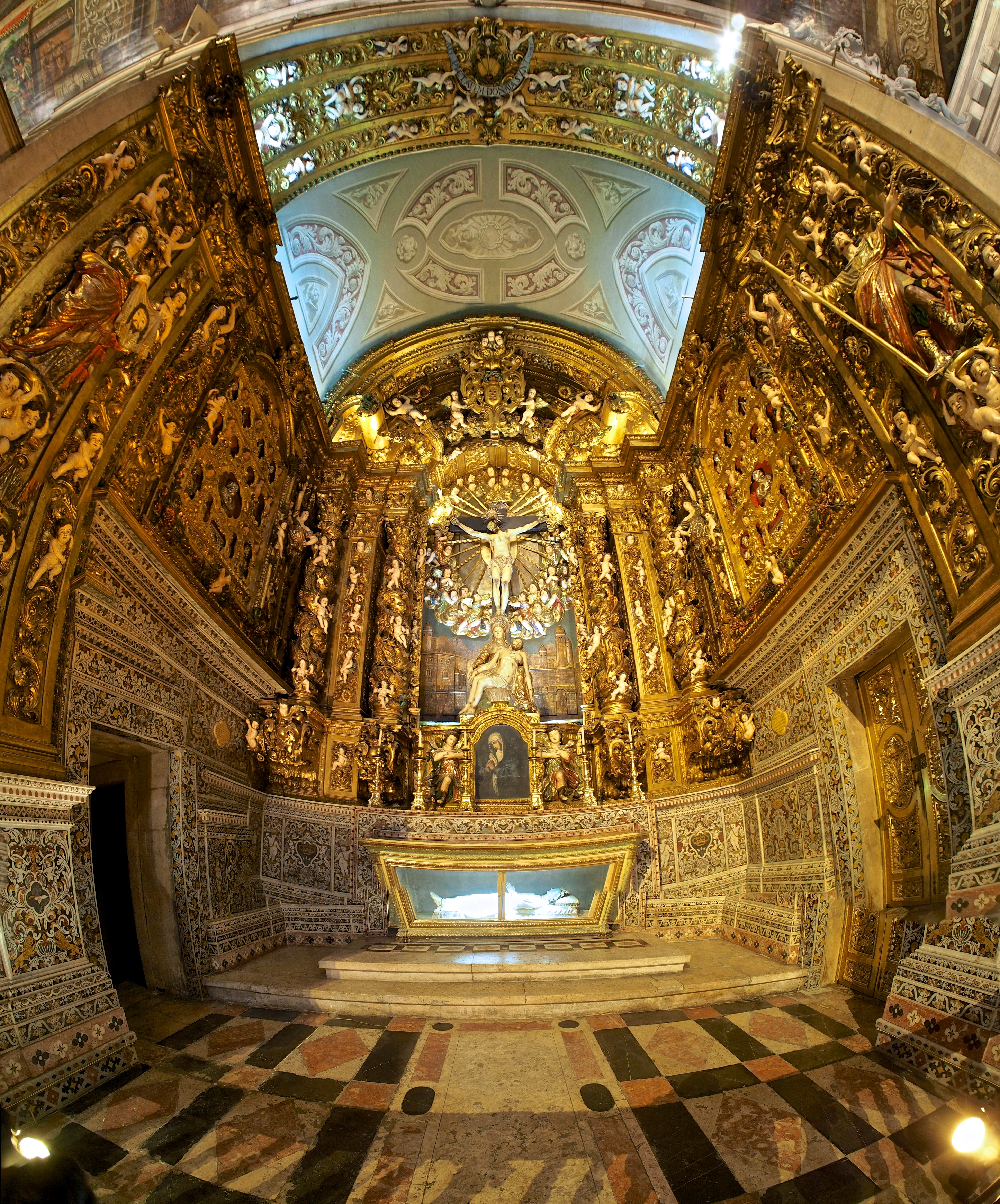
Capilla de Nuestra Señora de la Piedad

#### Capilla de Nuestra Señora de la Doctrina
Esta capilla (la primera de la derecha de la nave), iniciada el 1 de abril de 1634, estuvo a cargo de la Cofradía de Nuestra Señora de la Doctrina, compuesta en su mayoría por artesanos. La imagen principal del retablo es una imagen de madera pintada de finales del siglo XVI de Santa Ana con la Virgen María en brazos (imagen conocida como Nuestra Señora de la Doctrina, es decir, la Virgen María siendo adoctrinada por su madre). A la izquierda y a la derecha hay esculturas de finales del siglo XVII de San Joaquín y Santa Ana, padres de la Virgen María. Aunque fue construida en el siglo XVII, la decoración actual es típica del barroco portugués (conocido como "estilo nacional") de la primera mitad del siglo XVIII. La carpintería dorada (atribuida a José Rodrigues Ramalho) cubre toda la superficie interior, incluido el techo. Se caracteriza por motivos populares portugueses: racimos de uvas, hojas de vid, pájaros y niños de pie.
El revestimiento de mármol de brecha y el altar presentan también motivos botánicos, zoológicos, antropomórficos, geométricos y alegóricos. Fue ejecutado por los maestros canteros Manuel Antunes y João Teixeira y terminado en 1690. Los nichos laterales albergan relicarios de la colección de D. João de Borja. La escultura que se encuentra en el interior de la vitrina bajo el altar es el "Cristo en la Muerte" y data del siglo XVIII.

#### Capilla de San Francisco Javier
La segunda capilla de la derecha, en honor al primer misionero jesuita en la India y el Lejano Oriente, San Francisco Javier (1506-1552), también fue realizada en 1634. Su decoración, de la primera mitad del siglo XVII, es típica del periodo manierista: clásica, sobria y equilibrada. El retablo se atribuye al maestro tallista Jerónimo Correia. Contiene una imagen de Javier del siglo XVII en madera tapizada y está flanqueado por pares de columnas corintias estriadas, cuyos tercios inferiores, así como los frisos entre las columnas, están tallados y dorados. Los dos óleos de las paredes laterales, atribuidos a José de Avelar Rebelo (fl. 1635-57), representan al Papa Pablo III recibiendo a San Francisco Javier y sus compañeros y a San Francisco Javier despidiéndose del rey Juan III antes de ir a la India en 1541. 

#### Capilla de San Roque
Esta capilla (la tercera de la derecha) data de la segunda mitad del siglo XVI, de la época de la construcción de la iglesia de los jesuitas. Según la tradición, el altar se encuentra en el lugar del ábside del santuario original de la peste. La capilla sigue siendo administrada por la Hermandad de San Roque original.
Esta capilla es diferente a las demás: es de estructura clásica y combina elementos arquitectónicos geométricos, un tipo de decoración que refleja el gusto contemporáneo y que emplea elementos del “Estilo Nacional”. El tipo de carpintería dorada - elementos de oro sobre fondo blanco - es único en la decoración de la iglesia. El retablo se completó en 1707, reemplazando a uno anterior que había caído en mal estado. El nicho central alberga una estatua en madera tapizada de San Roque que, según la tradición, es la altura exacta del santo (140 cm). El retablo también incluye esculturas de Santiago y San Sebastián, así como seis estatuillas en maderas plateadas de los cuatro evangelistas y los santos Pedro y Pablo .
La pintura de la pared lateral izquierda, La aparición del ángel a San Roque (finales del siglo XVI), está considerada una de las mejores obras del pintor manierista Gaspar Dias (hacia 1560-1590).
Los muros de la capilla están cubiertos con azulejos de mayólica, fechados en 1584 y firmados por Francisco de Matos. Combinan imágenes naturalistas estilizadas con patrones geométricos y elementos iconográficos relacionados con San Roque.

#### Capilla del Santísimo Sacramento
La cuarta capilla de la derecha fue fundada en 1636. Originalmente se dedicó a Nuestra Señora de la Asunción y luego a Nuestra Señora de la Concepción y Socorro para los agonizantes. La reja de hierro forjado fue erigida en 1894 cuando se trasladó el Santísimo Sacramento del Altar Mayor a esta capilla.
La decoración actual data de finales del siglo XVII y principios del XVIII. El retablo fue tallado por el maestro tallador lisboeta Matias Rodrigues de Carvalho. Los encajes barrocos portugueses y la corona de cabezas de ángeles que flanquean la escultura central de Nuestra Señora de la Asunción datan del siglo XVIII. En el retablo también hay varios bustos relicarios, muchos de ellos con conexiones con la Compañía de Jesús. El mármol de brecha en el tercio inferior de las paredes fue ejecutado por los maestros albañiles de Lisboa José Freire y Luís dos Santos y terminado en 1719.

#### Capilla de la Sagrada Familia
Esta capilla (la primera a la izquierda), iniciada también en 1634, perteneció a una cofradía de nobles. El estilo clásico de la capilla es similar al del presbiterio. El retablo también se atribuye a Jerónimo Correia, y el cuadro que contiene, Jesús entre los doctores, se atribuye a José Avelar Rebelo (fl. 1635-57); las esculturas son de Jesús, María y José . Las dos pinturas de las paredes laterales, La adoración de los magos y la adoración de los pastores, se atribuyen al artista del barroco temprano, André Reinoso (ca. 1590-después de 1641).

#### Capilla de San Antonio
La segunda capilla de la izquierda, dedicada a San Antonio de Padua (ca. 1195-1231), fue instituida por Pedro Machado de Brito, quien dejó un legado solicitando que él y sus descendientes fueran enterrados aquí. Fue construida en 1635 pero parcialmente destruida por el terremoto de 1755 . Su decoración refleja el estilo clásico y geométrico temprano del presbiterio, elementos barrocos del siglo XVIII y las medidas de restauración del siglo XIX. La estatua multicolor de San Antonio es de madera tapizada de época manierista. En las paredes laterales hay dos pinturas del siglo XVIII de Vieira Lusitano (1699-1783), pintor real del rey Juan V : San Antonio predicando al pez y La tentación de San Antonio y su visión de la Virgen .

#### Capilla de Nuestra Señora de la Piedad
Esta capilla (la tercera a la izquierda) es también el lugar de enterramiento de su fundador, Martim Gonçalves da Câmara (1539-1613), un oficial real del rey Sebastián, La construcción y decoración de esta capilla, iniciada en 1686 y terminada en 1711, fue supervisada por la Hermandad de Nuestra Señora de la Piedad.
El retablo data de 1708 y es obra del maestro tallista Bento da Fonseca de Azevedo. El diseño gira en torno a una representación central del “ Calvario ” rodeado de un “encaje” de ángeles en madera tapizada sobre un fondo de bajorrelieve realizado en yeso pintado al temple y dorado que probablemente representa a Jerusalén. Una hermosa escultura del siglo XVII de la Piedad en madera tapizada completa la tribuna. La parte central del retablo está flanqueada por dos pares de columnas retorcidas pseudo-salomónicas con paneles decorados en el medio.
A los lados del arco de entrada se encuentran hornacinas con esculturas de santos tapizadas y coloreadas del siglo XVIII, Longinus a la derecha y Verónica a la izquierda Este fue un aspecto nuevo que contribuyó al inicio de un gusto teatral en la decoración de iglesias en Portugal. En este caso, estos santos actúan como espectadores de la escena central: el Calvario y la Piedad sobre un fondo escénico pintado en la tabla que cierra el retablo. El sagrario monumental con una pintura de Nuestra Señora del Dolor y el “encaje” de ángeles que rodean los rayos del crucifijo son elementos típicos de la escuela de decoración de Lisboa. En la vitrina debajo del altar hay una escultura del siglo XIX de Nuestra Señora de la Feliz Muerte. En las paredes laterales se encuentran varios nichos que albergan relicarios de la colección de D. João de Borja, enmarcados y flanqueados por dos pares de cariátides, figuras alegóricas y teatrales propias del gusto de principios del siglo XVIII.
Esta capilla, que muestra la influencia del barroco italiano, marca la transición entre el manierismo portugués en su última fase y el estilo sucesivo, propio del reinado de Juan V, que utiliza un vocabulario barroco. Considerada como el inicio de este cambio en Portugal, la Capilla de Nuestra Señora de la Piedad influyó en la decoración y composición de varias otras capillas importantes en otras partes del país.

#### Capilla de San Juan Bautista

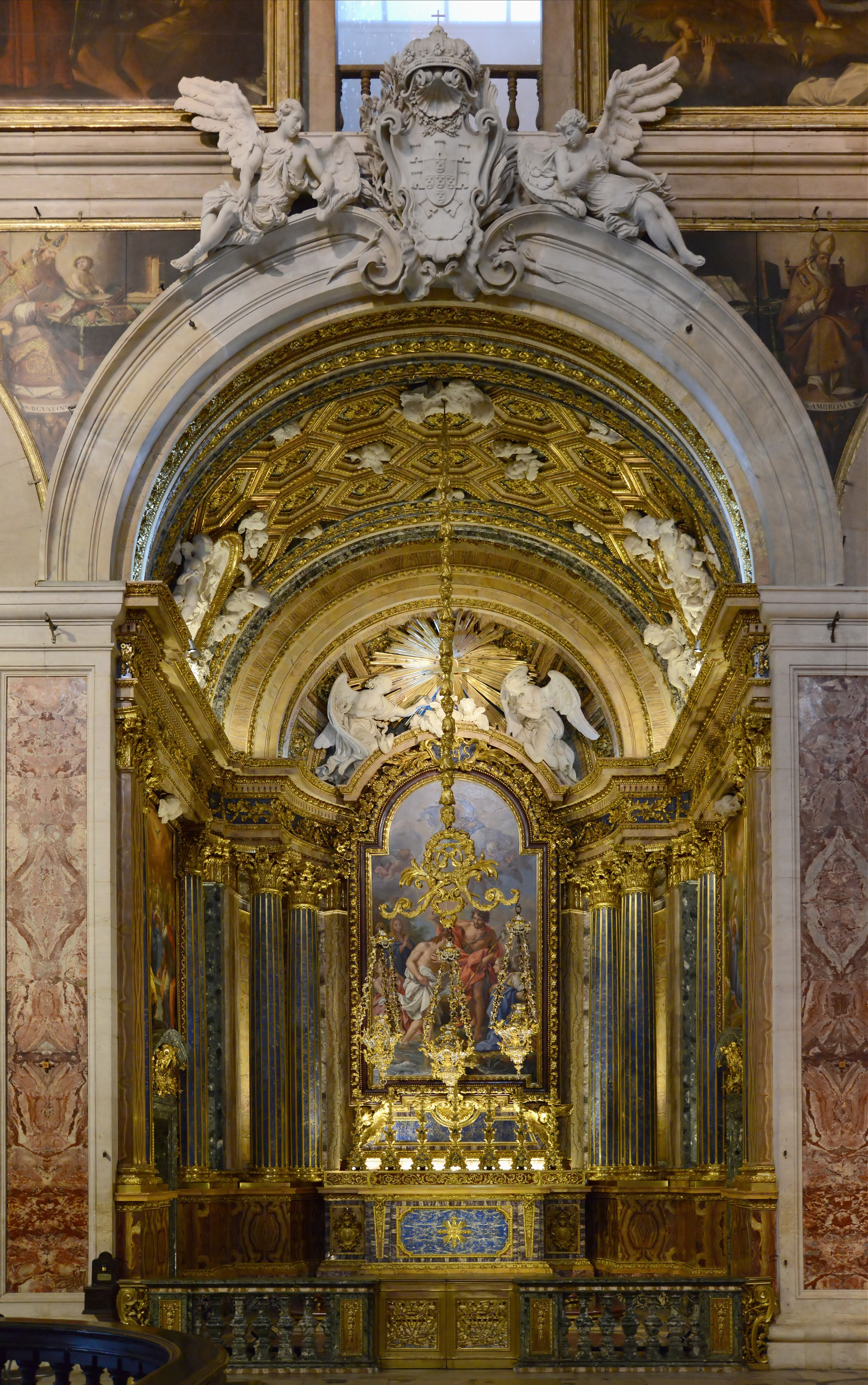
Vista de la capilla

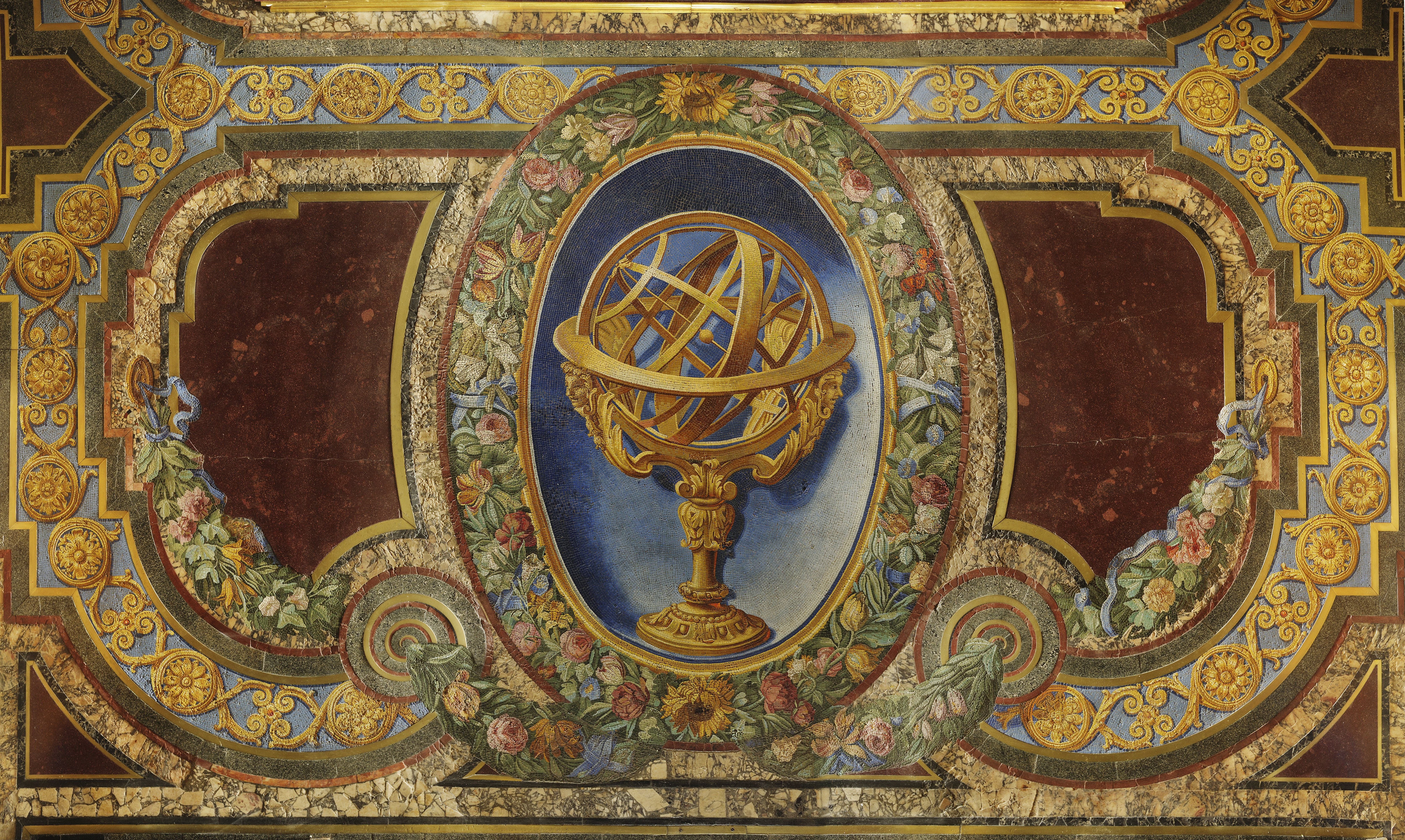
Suelo de mosaico de la Capilla de San Juan Bautista. La esfera armilar ha sido un símbolo nacional de Portugal desde el reinado del rey Manuel I, una alusión a la Era de los Descubrimientos portugueses.

Esta capilla (Capela de São João Baptista) fue encargada en 1740 por el rey Juan V. Una vez terminada, se dijo que era la capilla más cara de Europa, financiada con el oro y otras riquezas que fluían a Portugal desde Brasil. Los diseños y el material se ensamblaron bajo la dirección de los arquitectos Luigi Vanvitelli (1700-1773) y Niccolo Salvi (1697-1751). Vanvitelli modificó su diseño original según los dibujos enviados a Italia por el arquitecto João Frederico Ludovice (1673-1752). Cientos de diferentes artistas y artesanos trabajaron en su construcción. Fue ensamblada en la iglesia de San Antonio de los Portugueses ( Sant'Antonio dei Portoghesi) en Roma a partir de 1742. Consagrada por el Papa Benedicto XIV el 15 de diciembre de 1744, estaba lo suficientemente terminada como para que el pontífice pudiera decir la misa en él el 6 de mayo de 1747. En septiembre de ese año, Manuel Pereira de Sampaio, embajador de Portugal ante la Santa Sede, se encargó del desmantelamiento de la capilla y su transporte en tres barcos a Lisboa, donde fue reensamblada en São Roque en lo que antes fue la Capilla del siglo XVII. del Espíritu Santo. El reensamblaje fue supervisado por Francesco Feliziani y Paolo Niccoli (o Riccoli), junto con el escultor italiano Alessandro Giusti (1715-1799). El montaje de los paneles de mosaico que representan el Bautismo de Cristo y Pentecostés no se completó hasta agosto de 1752, dos años después de la muerte de Juan V.
La capilla introdujo el entonces nuevo estilo rococó o rococó en Portugal. Los elementos decorativos de inspiración rocalla —festones, guirnaldas, ángeles— combinados con la austeridad clásica de la composición estructural formaron la base de la evolución de un sabor que decidiría las tendencias futuras de madera dorada portugués. El uso de columnas con fustes rectos acanalados con filetes dorados sobre un fondo de lapislázuli, la austeridad de las líneas geométricas reforzadas por el uso de preciosos mármoles y mosaicos, y la decoración de rocalla ilustran la combinación de las innovaciones introducidas por esta capilla en la tradición decorativa portuguesa. .
Los paneles laterales —Anunciación y Pentecostés— y el panel central —El Bautismo de Cristo— así como el suelo (que muestra una esfera armilar ), son mosaicos, destacables por sus matices y por su sentido de la perspectiva. Las teselas utilizadas en los tres paneles de la pared tienen un espesor de unos 3 mm; las de la barba de San Juan, sólo 2 mm; las del suelo, 5 mm. Los modelos de los tres paneles fueron realizados por Agostino Masucci (1691-1758), y el mosaico en sí mismo por Mattia Moretti (m. 1779). Enrigo Enuo diseñó el mosaico del suelo.
La corte portuguesa exigió materiales preciosos; así encontramos varios tipos de piedras ornamentales: lapislázuli, ágata, verde antiguo, alabastro, mármol de Carrara, amatista, pórfido púrpura, pórfido verde, blanco-negro francés, brecha antigua, diáspora y amarillo-dorado persa, por nombrar solo un pocos. Además de los diversos mármoles y mosaicos, también se utilizó bronce dorado, y el último escalón de la plataforma del altar está realizado en marquetería de maderas preciosas y marfil .
La capilla de San Juan Bautista es una obra de arte italiana (romana), completa y uniforme en su estilo específico. Además del monumento arquitectónico de la capilla propiamente dicho, se crearon otras piezas utilizadas en el culto, con una calidad técnica y artística similar: vestiduras litúrgicas cristianas, ornamentos, encajes y libros. El Museo de San Roque alberga la maqueta de la capilla, así como algunos ejemplos de la vestimenta, los libros y la metalistería asociados a ella.

### Tumba de Francis Tregian
Debajo del púlpito occidental, entre la Capilla de San Antonio y la Capilla de Nuestra Señora de la Piedad, se encuentra la tumba vertical de Francis Tregian (1548-1608), un destacado recluso católico inglés. (Inicialmente, Tregian fue enterrado debajo del piso de la nave frente a la Capilla del Santísimo Sacramento. Una piedra inscrita todavía marca ese lugar. ) La inscripción en la tumba actual, traducida, dice:
Aquí se encuentra el cuerpo del Maestro Francis Tregian, un muy eminente caballero inglés que, después de la confiscación de su riqueza y después de haber sufrido mucho durante los 28 años que pasó en prisión por defender la fe católica en Inglaterra durante las persecuciones bajo la reina Isabel, murió. en esta ciudad de Lisboa con gran fama de santidad el 25 de diciembre de 1608. [sic]   El 25 de abril de 1625, después de 17 años de ser sepultado en esta iglesia de San Roque que pertenece a la Compañía de Jesús, su cuerpo fue encontrado perfecto e incorrupto y fue enterrado aquí por los católicos ingleses residentes en esta ciudad. el 25 de abril de 1626.

### Altares relicarios
La colección de relicarios de San Roque de los siglos XVI y XVII se expone ahora en los dos altares relicarios, el de los Santos Mártires (masculino) en el lado izquierdo o del Evangelio y el de los Santos Mártires (femenino) en el lado derecho o de la Epístola. Éstos flanquean el presbiterio, además de estar parcialmente integrados en la decoración de algunas de las otras capillas. Muchas están asociadas a la Compañía de Jesús.
La mayoría son regalos de D. João (o Juan) de Borja (1533-1606). segundo hijo de San Francisco de Borja (1510-1572). Fue enviado como embajador castellano de Felipe II a la corte imperial en Praga de Rodolfo II de Sajonia, y más tarde a Roma . D. João supo reunir una colección de reliquias de primer orden de, entre otros lugares, Roma, Hungría, Bohemia y Colonia que devolvió al Escorial donde redactó una escritura de donación a la Iglesia de San Roque en 1587 . A cambio, los agradecidos jesuitas permitieron que los donantes, D. João y su esposa, así como sus descendientes, fueran enterrados en la capilla principal.
Los relicarios de San Roque son de diferentes formas, generalmente según la reliquia que albergan: armas, torsos masculinos y femeninos, urnas, ostensorios, cofres. La mayoría, con sus certificados y cartas pontificias, son de gran valor histórico y artístico. Las vitrinas que contienen los relicarios fueron creadas en 1898 en el momento de la conmemoración del cuarto centenario de la creación de la Sacra Casa da Misericórdia de Lisboa.

#### Altar de la Anunciación
El pequeño Altar de la Anunciación (antigua Capilla de Nuestra Señora del Exilio) en el transepto derecho / este se llama así porque alberga un cuadro manierista de Gaspar Dias (ca. 1560-1590), cuyo tema es La Anunciación de el ángel Gabriel a la Virgen María . Destruido en el siglo XVIII y luego oscurecido por el órgano de tubos barroco de Cerveira, el altar fue reconstruido en la década de 1890.
D. António de Castro, sacerdote de San Roque, pidió que se construyera este altar como su tumba; así lo hizo su padre, D. João de Castro. D. António murió el 8 de septiembre de 1632 y fue enterrado aquí. D. António de Castro también solicitó que su familia y su antiguo profesor en el Colegio de Coímbra, el famoso filósofo jesuita Francisco Suárez (1548-1617), que murió en la residencia jesuita de San Roque, fueran enterrados aquí también. Suárez es conocido como precursor de las modernas teorías del derecho internacional.

#### Altar de la Santísima Trinidad
Este altar en el transepto izquierdo / oeste fue encargado en 1622 por Gonçalo Pires de Carvalho, supervisor de Obras Reales (es decir, Públicas), y su esposa, D.ª Camila de Noronha, como su tumba y como tumba de su casa. según una inscripción en el escalón de piedra. Fue construido en estilo manierista, similar a innumerables retablos que se conservan en iglesias romanas, como San Pedro y la Iglesia del Gesù. Es el retablo más antiguo que se conserva en una iglesia jesuita en Portugal, notable por su uso precoz de mármoles con incrustaciones de color. En el centro de la pieza alar hay una escultura muy dramática con características barrocas distintivas de Nuestra Señora de la Merced, o Piedad, en coloridas maderas tapizadas del siglo XVIII.

#### Altar del pesebre
El tema central de este altar del siglo XVII (crucero izquierdo / entrada a la sacristía) es el pesebre de Jesús. El pesebre de plata grabado tiene forma de relicario y contiene fragmentos de madera del pesebre de Santa Maria Maggiore en Roma, regalado por el Papa Clemente VIII (1592-1605) al P. João Álvares, Asistente de la Compañía de Jesús en Portugal. La orfebrería, fechada en 1615, fue ofrecida por D.ª Maria Rolim da Gama, esposa de Luís da Gama, quien legó una importante suma de dinero para la creación del relicario. El cuadro de la rotonda sobre el altar, que representa a un grupo de ángeles, se atribuye a Bento Coelho da Silveira (ca. 1630-1708).

### Sacristía
La sacristía (en el transepto izquierdo / oeste) es importante por ser una de las primeras sacristías construidas por la Compañía de Jesús, concebida de acuerdo con las recomendaciones litúrgicas emanadas del Concilio de Trento. Las sacristías de la iglesia asumieron la función adicional de “galerías de arte” para la edificación de los fieles. Los jesuitas de San Roque estuvieron a la vanguardia de este desarrollo.
A lo largo de las paredes laterales de la sacristía hay dos grandes y valiosas cajoneras del siglo XVII hechas de jacarandá y palisandro recubiertas de ébano e incrustadas de marfil. Las paredes están cubiertas casi en su totalidad por tres hileras de valiosas pinturas dispuestas en frisos superpuestos hasta el techo abovedado. La fila inferior de veinte pinturas, considerada la más importante, relata incidentes y milagros en la vida de San Francisco Javier, especialmente sus viajes al Lejano Oriente. Fueron ejecutados por el pintor manierista portugués del siglo XVII André Reinoso (ca. 1590-después de 1641) y sus colaboradores. El ciclo se completó en 1619, año en que San Francisco Javier fue reconocido como Beato, y fue parte de un programa de propaganda jesuita para promover su canonización (que finalmente ocurrió en 1622).
La fila del medio, que data del siglo XVIII, se atribuye a André Gonçalves. Representa varias etapas de la Pasión de Cristo entrelazadas con pinturas alegóricas subtituladas con pasajes bíblicos. Estas piezas eran antiguos estandartes procesionales, encargados en 1761 por la Santa Casa de la Misericordia de Lisboa de Gonçalves; posteriormente fueron desarmados y colocados como cuadros en la sacristía. En el friso superior, las pinturas son escenas de la vida de San Ignacio de Loyola, fundador de la Compañía de Jesús. Vinieron aquí desde el ahora desaparecido noviciado jesuita en Cotovia y se atribuyen a Domingos da Cunha, el Cabrinha .
El techo de la sacristía está compuesto por una bóveda circular dividida en arcas decoradas con frescos del siglo XVII que contienen emblemas con símbolos bíblicos alusivos a la Virgen María, posteriormente integrados en una “Letanía de la Virgen”.

## Otros entierros
- Nicholas Skerrett, arzobispo de Tuam en Irlanda desde 1580 hasta 1583